# ألبرت كوتس
ألبرت كوتس (بالإنجليزية: Albert Coates)‏ هو محامي أمريكي، ولد في 1896، وتوفي في 1989.